# Petrarcai szonett
Petrarca: 159. szonett

Szerelem! állunk őt ámulva, kit

káprázatul küldött az ég a földre.

Nézd: hogy szitál a szépség fény-esője!

Az angyal ő, ki földünkön lakik.

Nézd ritka köntösét, – hogy elvakít

elefántcsont-disze s aranyja, gyöngye!

Mily andalítva ring e karcsu, gyönge

test, míg csábitja árnyékos csalit!

S a zöld füvet s ezerszinű virágot

nézd: a vén tölgy alatt mind esdve kéri,

hogy rálépjen, vagy csak érintse lába.

S a szem szikráitól kigyúlni látod

a felhőt, – földön, égen minden élni

s örülni kezd, amerre néz a drága.

  Képes Géza fordítása
A petrarcai szonett jambikus lejtésű, általában 11 szótagból álló (hatodfeles) sorokból építkező, két négy- és két háromsoros versszakból áll. Az eredeti olasz szonettforma a vers 14 sorát két részre osztja, az első rész az oktáv, a második a szextett. A szonett kötött rímképlete: abba, abba, cdc, dcd. Ritkábban előfordul cddcdd, cddece vagy cddccd forma is, pl. William Wordsworth "Nuns Fret Not at Their Convent's Narrow Room" című költeményében. Ezt a formát főként a korai angol költők használták, valamint ritkán megjelent a cddcee és cdcdee forma is.
Nevével ellentétben nem Petrarca találmánya, hanem más reneszánsz költőké.